# Dino (producent muzyczny)
Dino (stylizowany zapis Di.N.O.) właściwie Dawid Kałuża (ur. 11 lipca 1979 w Gliwicach) – polski producent muzyczny.
Dawid Kałuża, znany jest prawdopodobnie, przede wszystkim jako producent albumów zespołu Pokahontaz – Rekontakt (2012) i Reversal (2014). Oba wydawnictwa uzyskały w Polsce status złotej płyty. Muzyk współpracował ponadto m.in. z takimi wykonawcami jak: Grubson, Jarecki, Buka, Donguralesko i Skorup. 12 czerwca 2015 roku do sprzedaży trafił album producenta zarejestrowany z raperem Kleszczem, zatytułowany HorRYM JESTem. Nagrania wydane przez oficynę MaxFloRec zadebiutowały na 31. miejscu polskiej listy przebojów – OLiS.

## Wybrana dyskografia
Albumy
| Tytuł                        | Dane dot. albumu                                                             | Pozycja na liście |
| Tytuł                        | Dane dot. albumu                                                             | POL               |
| ---------------------------- | ---------------------------------------------------------------------------- | ----------------- |
| HorRYM JESTem (oraz Kleszcz) | - Data: 12 czerwca 2015 - Wydawca: MaxFloRec - Format: CD, digital download  | 31                |
| Cyrk na qłq (oraz Kleszcz)   | - Data: 7 kwietnia 2017 - Wydawca: MaxFloRec - Format: CD, digital download  | 20                |
| Aneks (oraz Kleszcz)         | - Data: 30 sierpnia 2019 - Wydawca: MaxFloRec - Format: CD, digital download | 18                |

Inne
| Album                                        | Rok  | Uwagi | Źródło |
| -------------------------------------------- | ---- | --- | ------ |
| Pokahontaz – Rekontakt                       | 2012 | produkcja utworów „Rekontakt”, „Nie słuchaj”, „Niemiłość”, „Róża wiatrów”, „Veto”, „Zawód piosenkarz”, „Kuszenie”, „Jeszcze raz”, „Misz masz”, „Stroboskopy”, „Nastroje”, „Straty po obu stronach” i „Jak jest?” | [ 2 ]  |
| Buka – Wspaniały widok na nic interesującego | 2013 | produkcja utworów „Legal” i „Cyferblatów wichura” | [ 12 ] |
| Pokahontaz – Reversal                        | 2014 | produkcja utworów „Głód”, „Gorące serce, chłodny umysł”, „Mówisz i masz”, „3maj pion”, „Patrzę w przyszłość”, „Coś za coś”, „Serum” i „W ruch” (produkcja: Di.N.O.) – 3:52                                       | [ 3 ]  |

## Teledyski
| Tytuł                                                      | Rok  | Reżyseria/Realizacja                                       | Album        | Źródło |
| ---------------------------------------------------------- | ---- | ---------------------------------------------------------- | ------------ | ------ |
| „Szukaj mnie” (oraz Kleszcz)                               | 2014 | Aleksander „Kopruch” Kozłowski                             | Horym jestem | [ 13 ] |
| „Horym” (oraz Kleszcz)                                     | 2015 | Aleksander „Kopruch” Kozłowski                             | Horym jestem | [ 14 ] |
| „Spacer” (oraz Kleszcz, gościnnie: Lilu)                   | 2015 | Aleksander „Kopruch” Kozłowski                             | Horym jestem | [ 15 ] |
| „Między piekłem a niebem” (oraz Kleszcz, gościnnie: Rahim) | 2016 | Aleksander „Kopruch” Kozłowski                             | Cyrk na qłq  | [ 16 ] |
| „Freak show” (oraz Kleszcz, gościnnie: Kopruch)            | 2017 | Radosław Bereś                                             | Cyrk na qłq  | [ 17 ] |
| „Nie płacz” (oraz Kleszcz)                                 | 2017 | Radosław Bereś                                             | Cyrk na qłq  | [ 18 ] |
| „Bajka o kolorach” (oraz Kleszcz)                          | 2017 | Kleszcz, Aleksander „Kopruch” Kozłowski, Katarzyna Walotka | Cyrk na qłq  | [ 19 ] |
| „Ziemski teatr” (oraz Kleszcz)                             | 2017 | Radosław Bereś                                             | Cyrk na qłq  | [ 8 ]  |